# Melanothrix fumosa
Melanothrix fumosa är en fjärilsart som beskrevs av Swinhoe. Melanothrix fumosa ingår i släktet Melanothrix och familjen Eupterotidae. Inga underarter finns listade i Catalogue of Life.